# Wojewódzki Szpital Dermatologiczny im. Wojciecha Oczko w Bydgoszczy

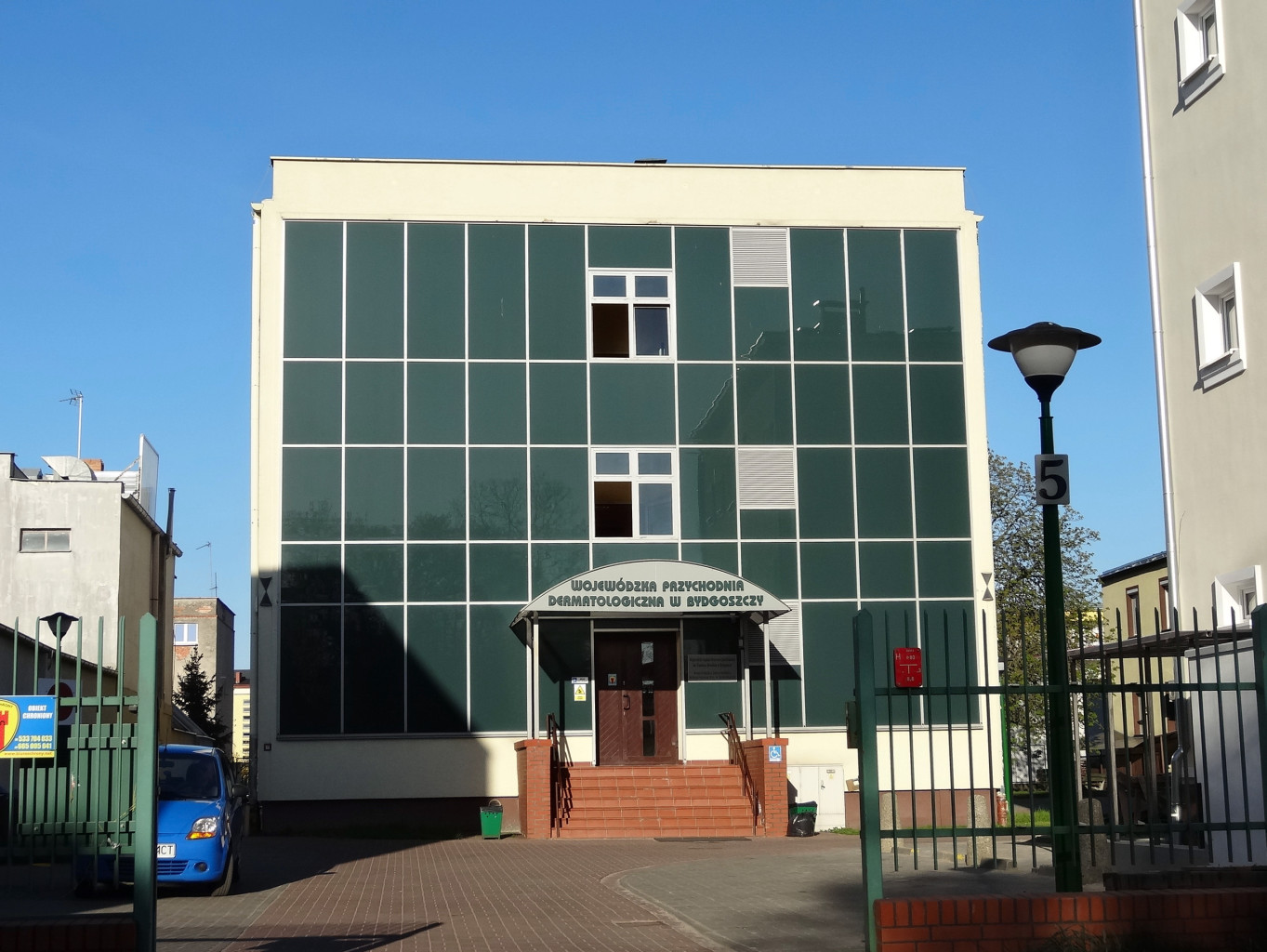
Wojewódzka Przychodnia Dermatologiczna przy ul. Kurpińskiego w Bydgoszczy, należąca do Wojewódzkiego Szpitala Obserwacyjno-Zakaźnego

Wojewódzki Szpital Dermatologiczny im. Wojciecha Oczko w Bydgoszczy – istniejący w latach 1945–1985 samodzielny szpital specjalistyczny w Bydgoszczy, położony w dzielnicy Skrzetusko.

## Historia
Szpital powstał 19 kwietnia 1945 roku jako Miejski Szpital Skórno-Weneryczny w dawnym schronisku dla starców przy ul. Miedza 3 i 7. W 1947 r. lecznica dysponowała 100 łóżkami. Dzięki staraniom dyrekcji szpital przeniesiono w 1954 r. do dawnego internatu szkoły odzieżowej przy ul. Kurpińskiego 5, rozbudowanego o 2 nowe obiekty. W nowych, obszerniejszych pomieszczeniach zorganizowano specjalistyczne zaplecze laboratoryjne, łącznie ze zwierzętarnią, gabinetem rentgenowskim do naświetlania chorób skóry i apteką. Oddział przekształcono w Wojewódzki Szpital Dermatologiczny im. dr Wojciecha Oczko. Przybyły z Warszawy doc. dr hab. Jan Kozłowski rozwinął na swoim oddziale działalność naukową., co przyczyniło się do powołania w szpitalu w 1975 r. Kliniki Chorób Skóry i Wenerycznych. W 1985 r. cały szpital stał się kliniką i wszedł w skład Szpitala Klinicznego im. dr. A. Jurasza. W 2011 r. klinikę przeniesiono z ul. Kurpińskiego do Szpitala Uniwersyteckiego nr 1 im. dr. A. Jurasza.

## Nazwy
- 1945-1953 – Miejski Szpital Skórno-Weneryczny w Bydgoszczy
- 1953-1958 – Wojewódzki Szpital Dermatologiczny im. Wojciecha Oczko w Bydgoszczy
- 1958-1985 – Szpital Dermatologiczny im. Wojciecha Oczko w Bydgoszczy
- od 1985 – Klinika Dermatologii Szpitala Klinicznego im. dr. A. Jurasza

## Patron
Patronem szpitala od stycznia 1953 roku był dr Wojciech Oczko (1537-1599) – doktor medycyny i filozofii, nadworny lekarz królów polskich: Zygmunta Augusta, Stefana Batorego i Zygmunta III Wazy (sekretarz królewski tego pierwszego). Jeden z twórców medycyny polskiej, syfilidiolog i pisarz medyczny.